# ドレスラーの行進曲による9つの変奏曲
ドレスラーの行進曲による9つの変奏曲 ハ短調 WoO63（ドレスラーのこうしんきょくによる9つのへんそうきょく ハたんちょう WoO63、独: Neun Variationen über einen Marsch von Ernst Christoph Dessler c-moll）は、ルートヴィヒ・ヴァン・ベートーヴェンが1782年にピアノのために作曲した変奏曲。

## 概要
ベートーヴェンの最初の出版作品で、11歳の時に書かれた作品だが、当時は10歳という詐称した年齢で出版された。ベートーヴェンの初期の重要な師であるクリスティアン・ゴットロープ・ネーフェの勧めで出版され、マンハイムで印刷されている。主題を書いたエルンスト・クリストフ・ドレスラーは、ゴータやケルントナートーア劇場、カッセルで活動した宮廷音楽家・テノール歌手・作曲家で、3年前の1779年に亡くなったばかりだった。
1803年にはほんの少し改稿しただけで、新版の刊行をベートーヴェンが許可している。これは、報酬が手に入るとなると、古い時期に作曲された取るに足らないような作品の出版を、ベートーヴェンが断ることができなかった証拠である。この再版時には「ドレスラー」の名前は削除されたが、10歳で作曲したという事実はそのまま残っている。

## 演奏時間
約12～15分。

## 楽曲構成
主題と9つの変奏からなっている。
マエストーソ、4分の4拍子の単純でぎこちないハ短調の行進曲主題を用い、変奏では慣習的な書法で右手か左手のどちらかで主題を提示し、和声構造も主題を保った形で進行する。後のベートーヴェンの作品と比べると、かなり単純である。最終変奏はハ長調になる。